# Driver: Renegade
Driver: Renegade (auch Driver: Renegade 3D) ist ein Rennspiel und der erste Titel der erfolgreichen Driver-Serie für die Handheld-Konsole Nintendo 3DS. Es wurde von dem französischen Unternehmen Ubisoft entwickelt und auch veröffentlicht.
Das Spielprinzip ist an die anderen Serienteile angelehnt. Der Spieler übernimmt die Rolle des Undercover-Polizisten John Tanner, der versucht, eine kriminelle Organisation zu zerschlagen. Inhaltlich schließt es direkt an den ersten Driver-Teil an und fungiert als Brücke zwischen diesem Teil und dessen Nachfolger Driver 2: Back on the Streets.
Die Rezeption des Titels fiel eher negativ aus. Metacritic berechnete eine Metawertung von 48 von 100 Punkten.

## Handlung
Die Handlung schließt direkt an Driver an, welches damit endete, dass der Protagonist Tanner ein Attentat auf den amerikanischen Präsidenten verhinderte, aber aus Ärger über seine Kollegen und deren Arbeitsweise die Polizei verließ. Inzwischen gelingt es Tanner, die Entführung des New Yorker Senators Andrew Ballard zu verhindern. Daher bietet der Senator Tanner an, ihn bei der Bekämpfung krimineller Organisationen in New York zu unterstützen. Tanner willigt ein und beginnt, führende Köpfe der Unterwelt auszuschalten und Informationen über die versuchte Entführung des Senators zu sammeln. Nachdem ihm dies weitgehend gelungen ist und er die letzte Bande zerschlagen will, erfährt er von der Anführerin der Bande, dass der Senator selbst die organisierte Kriminalität steuert. Er versucht, den Senator zu verhaften, wird allerdings von der Polizei, die ihn für einen Attentäter auf den Senator hält, verhaftet. Im Gefängnis verschaffte ihm ein Freund einen Kontakt zum FBI, welches Tanner für einen Geheimeinsatz in Chicago anwirbt.

## Spielprinzip
Das Konzept stellt eine Vereinfachung des Konzepts von Driver und Driver 2.  Den zentralen Part des Spiels stellt die Kampagne dar, die aus 20 Missionen besteht, zu denen Verfolgungsjagden, Wettrennen und Fluchtfahrten zählen. Im Gegensatz zu den jüngsten Veröffentlichungen der Serie werden die Missionen alle mit Fahrzeugen absolviert, die vielfach kritisierten Einsätze zu Fuß wurden entfernt.